# رازو
رازو (به اسپانیایی: Razo, Carballo) روستایی توریستی در ۷ کیلومتری کابالوس در گالیسیا قرار دارد . جمعیت رازو ۷۹۶ نفر بر مینی انیستیتو ملی آمار اسپانیا است . 

## جاذبه‌های توریستی
- پلاژ بالدایو
- پلاژ رازو  هر دو پلاژ برهنگی این روستا هستند .
- صومعه سانتامارینا
- مدرسه موج‌سواری رازو